# Tania Cagnottová
Tania Cagnottová (nepřechýleně Tania Cagnotto, * 15. května 1985 Bolzano) je italská skokanka do vody, členka klubu Gruppi Sportivi Fiamme Gialle, reprezentujícího italskou finanční stráž.
Je čtyřnásobnou juniorskou mistryní světa, devítinásobnou juniorskou mistryní Evropy a dvacetinásobnou seniorskou mistryní Evropy. Na mistrovství světa v plavání 2015 v Kazani vyhrála soutěž ve skoku z jednometrového prkna a stala se tak historicky první italskou vítězkou v ženské kategorii. Zúčastnila se čtyř olympijských her: v roce 2000 obsadila 18. místo, v roce 2004 byla osmá ve skocích z prkna i věže, 2008 byla pátá ve skocích z prkna a desátá ve skocích z věže a v roce 2012 skončila na čtvrtém místě ve skocích z prkna. Věnuje se také synchronizovaným skokům, její partnerkou je Francesca Dallapé. Společně získaly stříbrné medaile na MS 2009 a MS 2013, na olympiádě 2012 obsadily čtvrté místo.
Oba její rodiče, Giorgio Cagnotto a Carmen Casteinerová, byli olympijskými reprezentanty Itálie ve skocích do vody.